# Anii 710
Secole: Secolul al VII-lea - Secolul al VIII-lea - Secolul al IX-lea
Decenii: Anii 660 Anii 670 Anii 680 Anii 690 Anii 700 - Anii 710 - Anii 720 Anii 730 Anii 740 Anii 750 Anii 760
Ani: 710 | 711 | 712 | 713 | 714 | 715 | 716 | 717 | 718 | 719